# Franciszek Moszoro
Franciszek Izydor Moszoro (ur. 6 kwietnia 1891 w Jaśliskach, zm. 23 maja 1977 w Sanoku) – polski nauczyciel, pedagog, harcerz, działacz społeczny.

## Życiorys
Franciszek Izydor Moszoro urodził się 4 lub 6 kwietnia 1891 w Jaśliskach. Pochodził z rodziny spolonizowanych Ormian (rodzina Moszoro w 1815 została uznana za szlachtę galicyjską). Był wyznania rzymskokatolickiego. Był synem Jana Waleriana (leśniczy, zm. przed 1906) i Seweryny z domu Prochaska (1860–1921). Wraz z matką zamieszkiwał w Sanoku przy ulicy Rylskich 259. Kształcił się w C. K. Gimnazjum w Sanoku, gdzie w 1908 ukończył IV klasę (w jego klasie byli m.in. Ludwik Hellebrand, Mieczysław Krygowski, Kazimierz Kubala, Benedykt Majkowski, Jakub Mikoś, Tadeusz Remer).
Uzyskał wykształcenie w seminarium nauczycielskim. W okresie zaboru austriackiego w ramach autonomii galicyjskiej od 1912 pracował w szkolnictwie. Został nauczycielem szkół powszechnych. Jako kwalifikację zawodową posiadał egzamin kwalifikacyjny. Posiadał uprawnienia do nauczania w szkołach 7-klasowych oraz w szkołach średnich. Podjął pracę w męskiej Szkole Ludowej im. Franciszka Józefa I. 
W trakcie I wojny światowej w 1917 i w 1918 przebywał na ziemi rosyjskiej. W Kazaniu wstąpił do PPS i został wcielony do milicji ludowej (czerwonej), w szeregach której uczestniczył w działaniach ochronnych i patrolowych oraz brał udział w walkach z białogwardzistami i kontrrewolucją. Podczas rewolucji październikowej służył w oddziałach zbrojnych Armii Czerwonej. Pod koniec 1918 w czasie odzyskania niepodległości przez Polskę powrócił do Sanoka i w niepodległej II Rzeczypospolitej kontynuował pracę w sanockiej szkole. Pracował w swojej dawnej placówce, przemianowanej na Szkołę Męską nr 2 im. Króla Władysława Jagiełły (obie szkoły działały w budynku późniejszego II Liceum Ogólnokształcącego w Sanoku). Prowadził zajęcia z ćwiczeń cielesnych (gimnastyki), prowadził chór szkolny. Po otrzymaniu zezwolenia od Kuratorium Okręgu Szkolnego Lwowskiego w roku szkolnym 1929/1930 został także nauczycielem w Państwowym Gimnazjum Męskim w Sanoku, gdzie prowadził zajęcia gry i zabawy ruchowe. Przed 1939 pracował także w Szkole Handlowej w Sanoku (później Prywatne Koedukacyjne Gimnazjum Kupieckie Związku Nauczycielstwa Polskiego w Sanoku), prowadząc zajęcia wychowania fizycznego, gimnastyki i śpiewu. W okresie II RP był członkiem Związku Nauczycielstwa Polskiego. Uchwałą Rady Miejskiej w Sanoku z 1937 został uznany przynależnym do gminy Sanok. Po wybuchu II wojny światowej 1939 podczas okupacji niemieckiej działał w ramach tajnego nauczania w Sanoku od 1 września 1942 do 31 sierpnia 1943, realizując program nauki gimnazjalnej. Po nadejściu frontu wschodniego w drugiej połowie 1944 podjął pracę nauczyciela w Sanoku. W 1953 przeszedł na emeryturę.
Był aktywnym działaczem społecznym w Sanoku. Na przełomie 1918/1919 był jednym z założycieli Koła „Bieszczady” Polskiego Towarzystwa Łowieckiego w Sanoku, działał jako jeden z reaktywujących to gremium w 1946, będąc jednym z założycieli Koła Łowieckiego nr 1, od 1954 pod nazwą „Bieszczady”. 2 marca 1927 zasiadł w komisji rewizyjnej Towarzystwa Pszczelniczo-Ogrodniczego i Miłośników w Sanoku. Organizował sferę sportową w Sanoku, należał do grup artystycznych, występował w programach estradowych. Był działaczem sanockiego gniazda Polskiego Towarzystwa Gimnastycznego „Sokół” (1920, 1921, 1922, 1924, 1939) oraz zaangażował się także w próbę reaktywacji „Sokoła” w 1946. W latach 20. i 30. pełnił funkcje wydziałowego oraz naczelnika wydziału, a w 1946 został członkiem zarządu sanockiego „Sokoła”. Był członkiem wspierającym Katolicki Związek Młodzieży Rękodzielniczej i Przemysłowej w Sanoku, zasiadł w jego Radzie Opiekuńczej oraz prowadził zajęcia z gimnastyki dla młodzieży ze związku. W 1933 został wybrany członkiem zarządu sanockiego oddziału Polskiego Czerwonego Krzyża. W 1936 został wyznaczony na opiekuna młodzieży przez zarząd oddziału sanockiego koła Polskiego Towarzystwa Tatrzańskiego. W 1936 został członkiem sanockiego komitetu Zjazdu Górskiego zorganizowanego w sierpniu 1936 w Sanoku. Po II wojnie był organizatorem i kierownikiem oddziału powiatowego Towarzystwa Przyjaciół Dzieci w Sanoku (jego następcami byli Wacław Machnik, Roman Daszyk). Od 1953 do 1955 był nauczycielem przedmiotów ogólnokształcących w szkołach mechanicznych w Sanoku. 

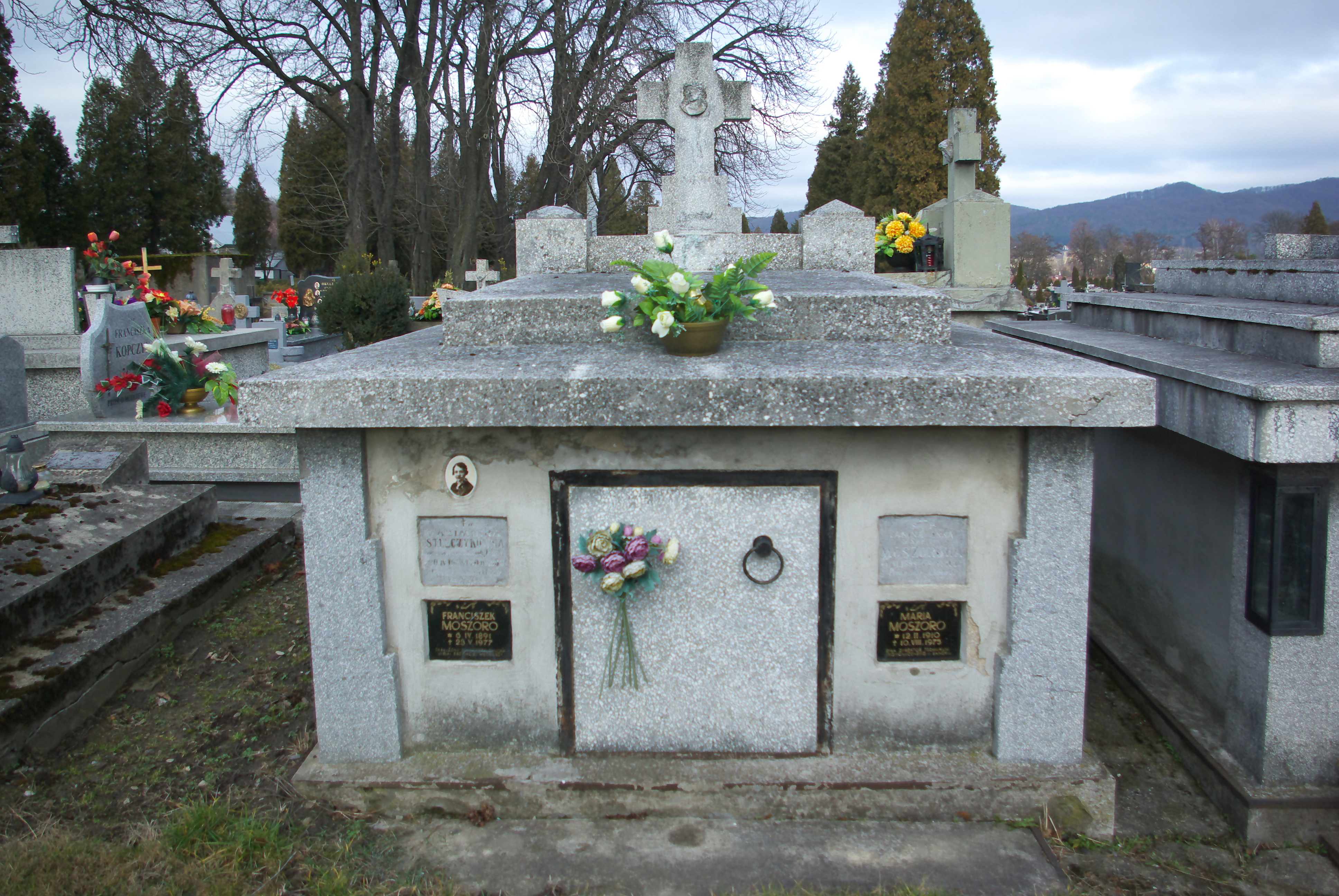
Grobowiec rodziny Moszoro w Sanoku

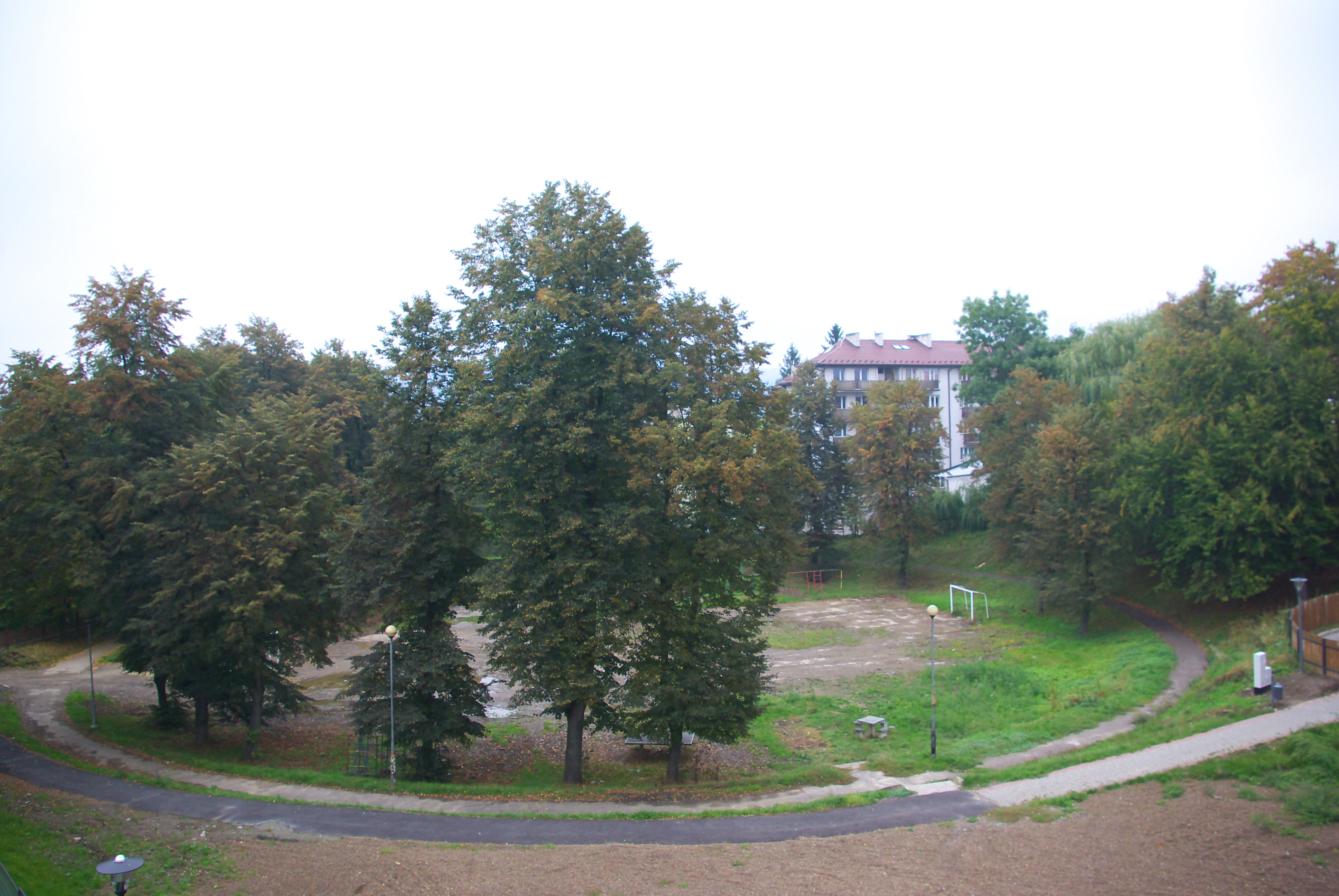
Ogródek jordanowski w Sanoku (2012)

Został harcerzem. Od 1932 do 1938 był odpowiedzialny za gromady zuchowe w Hufcu ZHP Sanok. W strukturze sanockiego hufca pełnił stanowisko pierwszego namiestnika zuchowego. Opiekował się również drużynami harcerskimi. Sprawował funkcję komendanta reprezentacji sanockiego hufca na Zlot Harcerstwa Polskiego w Spale w terminie od 11 do 25 lipca 1935 zorganizowanego na jubileusz 25-lecia istnienia skautingu polskiego. Po zakończeniu wojny współorganizował ruch harcerski w Sanoku. Jesienią 1945 w stopniu harcerza orlego został mianowany przez Komendę Chorągwi w Rzeszowie na stanowisko hufcowego w Sanoku (wówczas działali tam również Czesław Borczyk, Józef Pohorski, Leszek Kril-Nartowski). Funkcję pełnił do 1946. W latach powojennych pracował na stanowisku powiatowego instruktora wychowania fizycznego w Sanoku. 
W okresie PRL był członkiem komitetu blokowego w Sanoku (za tę działalność wyróżniony dyplomem w 1961 i nagrodą w 1966). W listopadzie 1956 został zastępcą przewodniczącego obwodowej komisji wyborczej nr 5 w Sanoku. Dzięki staraniom Franciszka Moszoro został utworzony ogródek jordanowski w sanockiej dzielnicy Śródmieście. Działał w sanockim oddziale Polskiego Komitetu Pomocy Społecznej. Otrzymał stopień wojskowy plutonowego.
W Sanoku zamieszkiwał przy ulicy Fryderyka Szopena pod numerem 20, a do końca życia pod numerem 32 (według stanu z 1931 był także właścicielem domu przy ul. Szkolnej 6). 10 czerwca 1922 w Sanoku poślubił Janinę Annę Stelczyk (ur. 1898, zm. 1936). Później jego żoną została Maria z domu Lorber (1909–1975), która także była nauczycielką, sprawowała stanowisko dyrektora Technikum Ekonomicznego w Sanoku. Mieli córkę Barbarę. Franciszek Moszoro zmarł 23 maja 1977 w Sanoku. Został pochowany w grobowcu rodzinnym na Cmentarzu przy ul. Rymanowskiej w Sanoku (sektor 9 dzielnica 1-29-3). 
Po latach były uczeń sanockiego gimnazjum ks. Zdzisław Peszkowski przychylnie wyraził się o Franciszku Moszoro jako pedagogu i harcerzu.

## Odznaczenia
- Srebrny Krzyż Zasługi (11 listopada 1936, „za zasługi na polu pracy pedagogicznej, oświatowej i społecznej”)[61]
- Odznaka „Zasłużony dla Województwa Rzeszowskiego” (27 lipca 1974)[1]